# Ackley
Ackley é uma cidade localizada no estado americano de Iowa, no Condado de Franklin e Condado de Hardin.

## Demografia
Segundo o censo americano de 2000, a sua população era de 1809 habitantes.
Em 2006, foi estimada uma população de 1715, um decréscimo de 94 (-5.2%).

## Geografia
De acordo com o United States Census Bureau tem uma área de
6,5 km², dos quais 6,4 km² cobertos por terra e 0,1 km² cobertos por água. Ackley localiza-se a aproximadamente 333 m acima do nível do mar.

## Localidades na vizinhança
O diagrama seguinte representa as localidades num raio de 20 km ao redor de Ackley.